# Indisches Basilikum
Indisches Basilikum (Ocimum tenuiflorum), auch Tulsi bzw. Tulasi (Sanskrit: तुलसी), (Tamil: துளசி), Königsbasilikum oder Heiliges Basilikum genannt, ist eine Pflanzenart aus der Gattung Basilikum (Ocimum) innerhalb der Familie der Lippenblütler (Lamiaceae). Ihr natürliches Vorkommen reicht vom tropischen und subtropischen Asien bis zum nördlichen Australien.

## Beschreibung

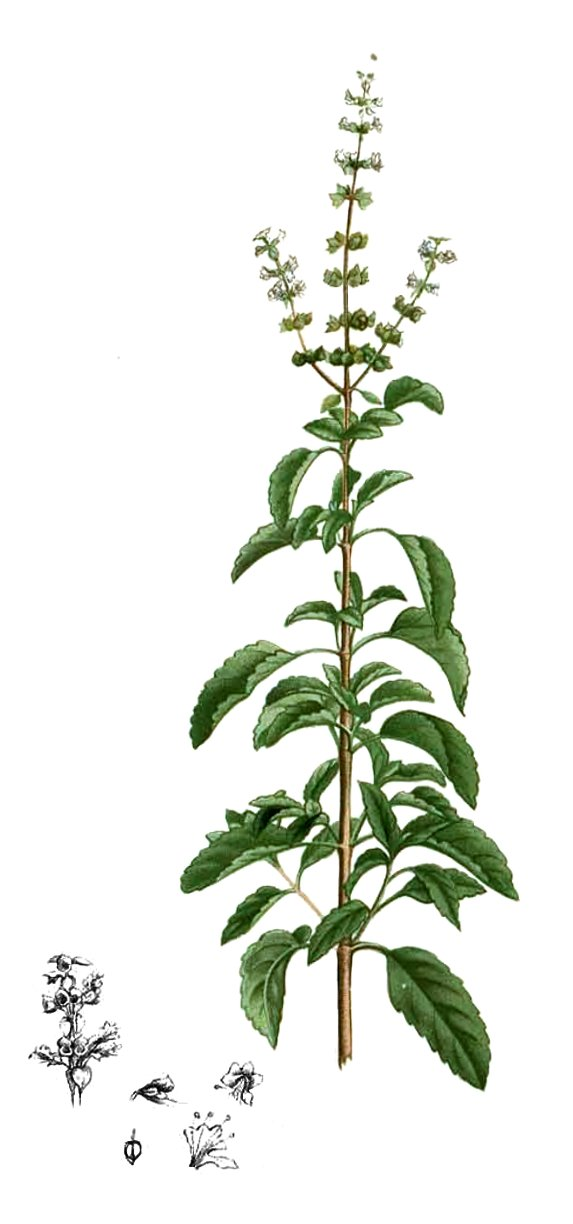
Illustration

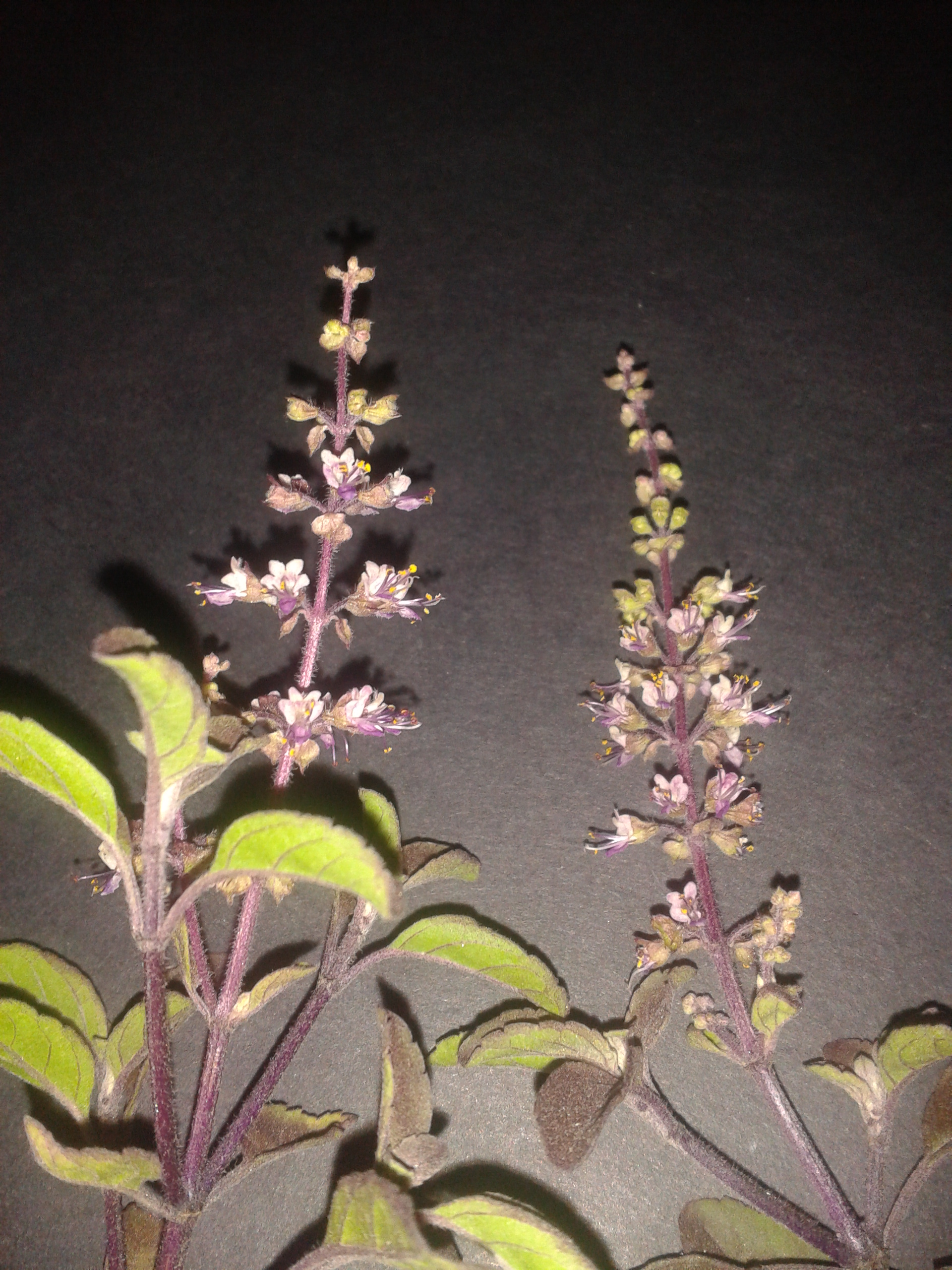
Heiliges Basilikum (Ocimum tenuiflorum)

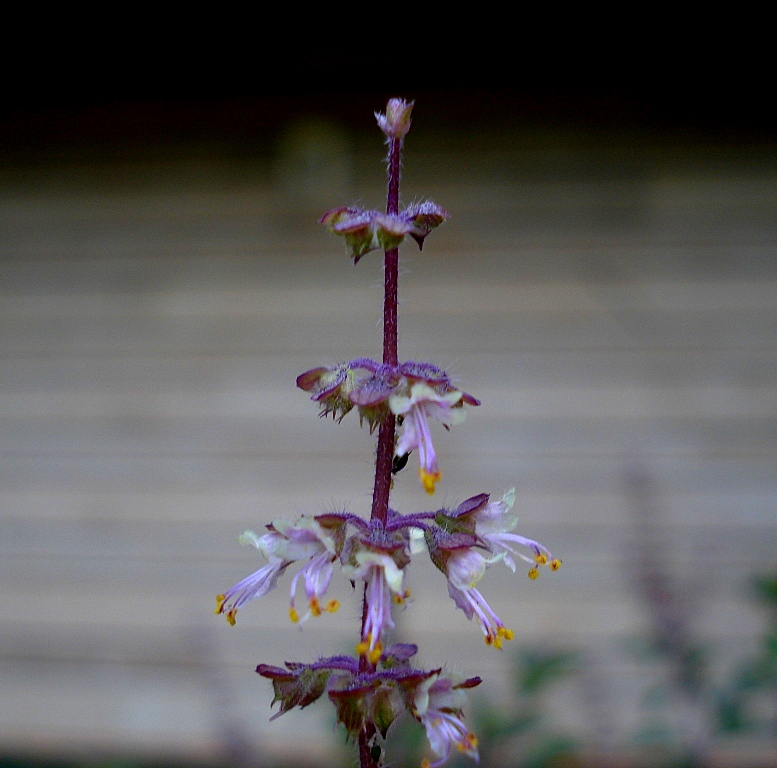
Oberster Teil eines Blütenstandes mit zygomorphen Blüten in übereinander stehenden Scheinquirlen

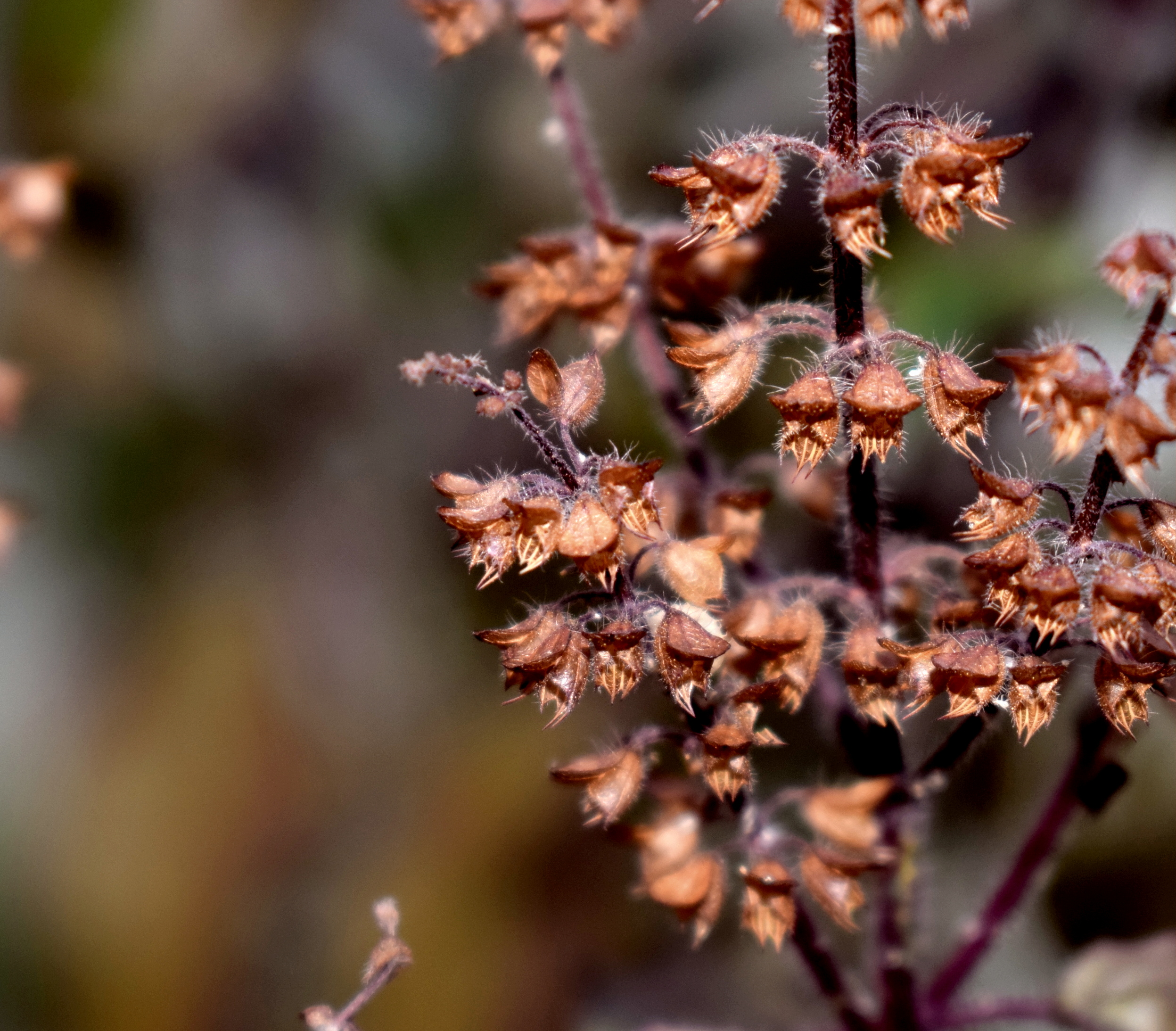
Fruchtstand

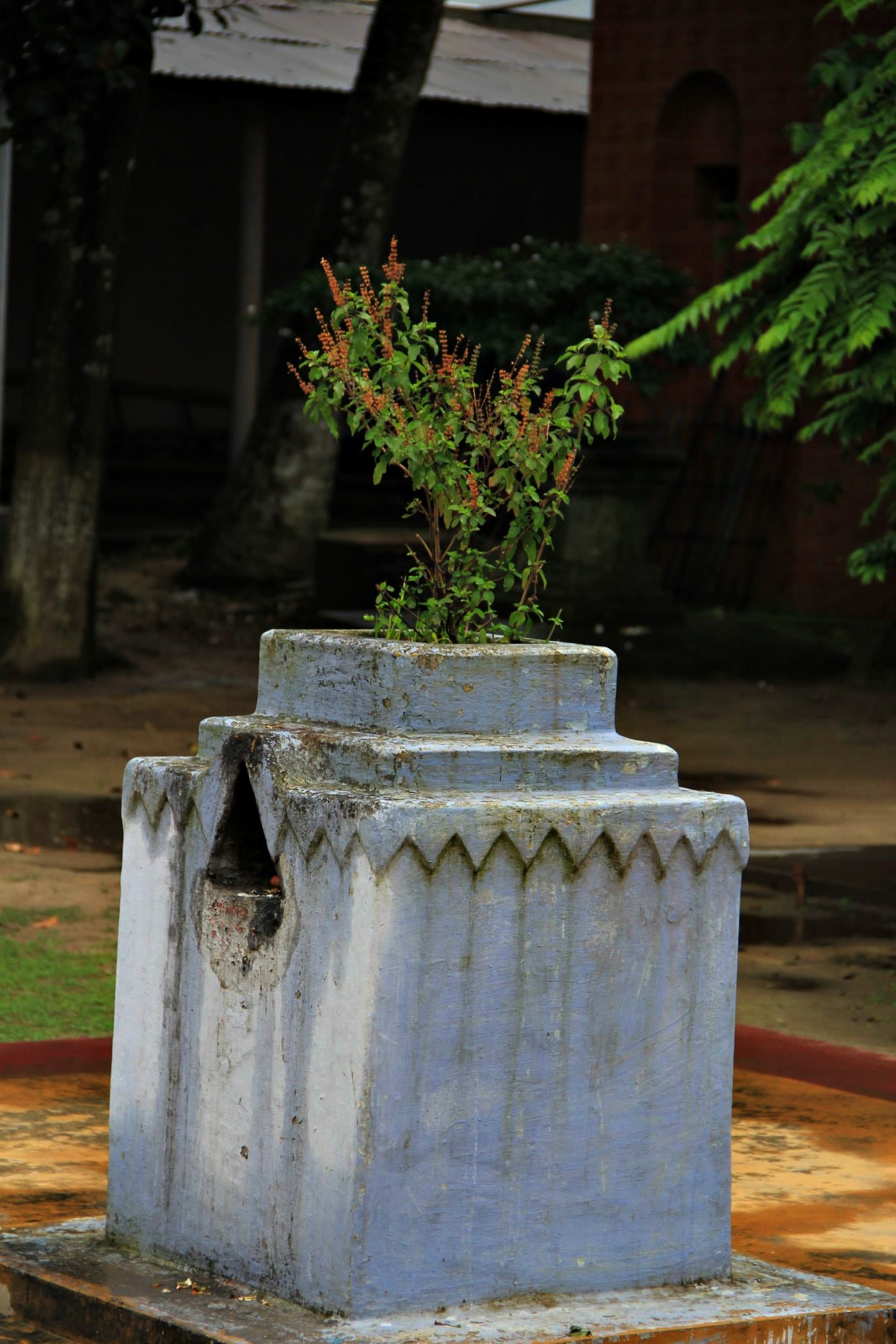
Heiliges Basilikum in einem Tempel

Das Indische Basilikum wächst als ausdauernde, krautige Pflanze oder als Halbstrauch und erreicht Wuchshöhen von bis zu 100 Zentimeter. Der gerade Stängel kann an der Basis verholzen und besitzt viele fein behaarte Zweige. Die gegenständig angeordneten Laubblätter sind in Blattstiel und -spreite gegliedert. Die Blattstiele sind 1 bis 2,5 Zentimeter lang. Die einfache Blattspreite ist bei einer Länge von 2,5 bis 5,5 Zentimetern und einer Breite von 1 bis 3 Zentimetern länglich mit spitzer bis abgerundeter Spreitenbasis, stumpfem bis spitzem oberem Ende und gesägtem bis gezähntem Blattrand. Die Laubblätter sind überall fein behaart, besonders aber an den Blattadern.
In endständigen, 6 bis 8 Zentimeter langen ährigen Blütenständen stehen je sechs Blüten in Scheinquirlen zusammen. Die Hochblätter sind bei einer Länge sowie einer Breite von etwa 1,5 Millimeter herzförmig und zugespitzt. Die Blütenstiele sind 2,5 Millimeter lang. Die zwittrigen Blüten sind zygomorph und fünfzählig mit doppelter Blütenhülle. Die 2,5 Millimeter langen Kelchblätter sind glockenförmig verwachsen und der Kelch ist zweilippig. Die Kronblätter sind weiß bis purpur oder rötlich. Die braunen Klausen sind mit 1 mal 0,7 Millimeter leicht eiförmig und leicht höckrig.
Die Chromosomenzahl beträgt 4n = 36.

## Unterscheidungsmerkmale zu ähnlichen Arten
Als botanisches Unterscheidungsmerkmal zu ähnlichen Basilikum-Arten gelten vor allem die hinteren Staubblätter. Diese sind nur bei O. tenuiflorum und O. tashiroi an der Basis ungezähnt. Im Gegensatz zu O. tashiroi schließlich hat Indisches Basilikum außerdem dort fedrige bis behaarte Büschel, die Blätter sind eher länglich mit stumpfer Spitze als eiförmig spitz, und die Hochblätter eher herzförmig.

## Taxonomie
Die Erstveröffentlichung von Ocimum tenuiflorum erfolgte 1753 durch Carl von Linné in Species Plantarum, 1, S. 597. Synonyme für Ocimum tenuiflorum L. sind: Ocimum sanctum L., Ocimum sanctum var. angustifolium Benth., Ocimum sanctum var. cubensis Gomes, Ocimum sanctum var. hirsutum (Benth.) Hook.f., Geniosporum tenuiflorum (L.) Merr., Lumnitzera tenuiflora (L.) Spreng., Moschosma tenuiflorum (L.) Heynh., Ocimum anisodorum F.Muell., Ocimum caryophyllinum F.Muell., Ocimum hirsutum Benth., Ocimum inodorum Burm.f., Ocimum monachorum L., Ocimum scutellarioides Willd. ex Benth., Ocimum subserratum B.Heyne ex Hook.f., Ocimum tenuiflorum var. anisodorum (F.Muell.) Domin, Ocimum tenuiflorum f. villicaulis Domin, Ocimum tomentosum Lam., Plectranthus monachorum (L.) Spreng.

## Inhaltsstoffe
Zu den Inhaltsstoffen der Basilikum-Pflanzen im Allgemeinen siehe Basilikum (Gattung).
Der Anteil von ätherischem Öl in Indischem Basilikum ist geringer als in vielen Basilikum-Arten und liegt zwischen 0,3 und 0,8 %, es gibt aber auch Berichte über Anteile von 4 %. Der höchste Gehalt wird gegen Ende der Blütezeit erreicht. Die im Öl enthaltenen Substanzen variieren stark, je nach Herkunft und Sorte. Hauptinhaltsstoff kann so, je nach Chemotyp, Eugenol, Methyleugenol oder Estragol sein. Als Beispiel im Folgenden die Werte aus zwei neueren Untersuchungen:
- Öl aus thailändischen Sorten enthielt überwiegend Eugenol (25 bis 80 %) und mitunter auch viel Methyleugenol (3 bis 40 %). Als häufigstes Sesquiterpen trat β-Caryophyllen auf (bis zu 30 %), sowie β-Elemen (bis 15 %).
- In einem Warschauer Gewächshaus gezogene Pflanzen enthielten dagegen hauptsächlich β-Bisabolol (13 bis 20 %), Estragol (5 bis 19 %), 1,8-Cineol (9 bis 33 %), Eugenol (4 bis 9 %), (E)-α-Bisabolol (4 bis 7 %) und α-Terpineol (1,7 bis 7 %). Methyleugenol konnte nicht nachgewiesen werden.[2]

Außerdem enthält die Pflanze neben Eugenol eine Reihe weiterer potenter Antioxidantien, die zusammen wahrscheinlich für einen Großteil der medizinischen Wirkungen verantwortlich sind.
 Bei einem Vergleich mehrerer Basilikum-Arten waren die im indischen Basilikum enthaltenen Antioxidantien die stärksten.

## Pharmakologie
Für viele der pharmakologischen Wirkungen des Indischen Basilikums können das enthaltene Eugenol und andere antioxidativ wirksame Phenole und Flavonoide verantwortlich gemacht werden. Sowohl ätherisches Öl als auch Eugenol allein haben im Laborversuch anthelminthische Wirkung.
In mehreren Laborstudien wurden antibakterielle Wirkungen von Indischem Basilikum, insbesondere gegen Staphylococcus aureus, bestätigt. Auch nachgewiesene radioprotektive Effekte sind mit Sicherheit auf antioxidative Mechanismen zurückzuführen.
Zudem konnte in mehreren Versuchen (Tierversuche wie klinische Studien) gezeigt werden, dass die Pflanze eine Antistress-Wirkung hervorruft. Die Pflanze wirkt außerdem schmerzlindernd und gegen stressbedingten Bluthochdruck.
Eine antidiabetische Wirkung des Saatöls aus Indischem Basilikum konnte dagegen nicht bestätigt werden.
In einem Tierversuch mit Ratten wurden mit alkoholischem Extrakt aus der Pflanze die schädlichen neurologischen Effekte von Lärm verhindert.
Zuletzt war wässriger Extrakt aus getrocknetem Indischem Basilikum in der Lage, bei Mäusen gewisse Koordinationsleistungen zu verbessern, was auf möglichen Einsatz als Nootropikum deutet.

## Verwendung

### Religion
Im Glaubensleben vieler Hindus gilt die Pflanze unter dem Namen Tulsi als besonders „heiliges Kraut“, das bei religiösen Zeremonien eine Rolle spielt und mit vielen Legenden verbunden ist. Hier repräsentiert Tulsi die Gegenwart Vishnus bzw. seiner Inkarnation Krishna und drückt seinen göttlichen Schutz aus. Der Strauch mit den zarten Blättern steht in Indien an unzähligen Hauseingängen oder in den Höfen. Häufig fassen ihn dekorativ bemalte Steine ein, die den Platz mit der Pflanze zu einem Altar machen. Ganz besonders unter Frauen ist die tägliche Verehrung Krishnas, Vishnus oder dessen Gattin Lakshmi in der Tulsi-Pflanze verbreitet: Sie setzen sich dazu im Schneidersitz wie vor einen Altar auf die Erde, sprechen ihre Gebete, läuten eine kleine Glocke und schwenken eine Ghee-Lampe.
Im historischen Wald von Vrindavan, in dem Krishna laut hinduistischer Überlieferung seine Jugend verbracht haben soll, stehen noch Tulsi-Sträucher, deren Blätter von Hindus als tägliches Opfer verwendet werden. Einerseits gilt die Tulsi-Pflanze als pflanzliche Form Gottes, andererseits dient ein Zweig davon oder wenigstens ein einziges Blatt als wichtige Opfergabe und ist unverzichtbarer Bestandteil bei Gottesdiensten zu Ehren Vishnus. Besonders dessen Anhänger tragen kleine, aus dem Holz der Zweige geschnitzte Kugeln als Segen spendende Kette um den Hals oder benützen sie als Gebetskette (Mala). Die Blätter der Pflanze haben eine so stark reinigende Wirkung, dass sie selbst Sünden abwaschen können, wie angenommen wird – darum legen Hindus Sterbenden oft Tulsiblätter unter die Zunge und werfen sie in das Feuer, in dem die Toten verbrannt werden.
Tulsi ist auch Bestandteil der traditionellen indischen Heilkunst Ayurveda und wird in Süd- und Südostasien in der Küche und zum Vertreiben von Insekten verwendet.

### Ethnobotanik
Das Heilige dieser Pflanze drückt sich auch in der heilenden Wirkung aus: siehe naturmedizinliches Ayurveda. In ganz Asien wird sie als Heilmittel geschätzt, besonders bei allen Schwächen im Verdauungstrakt, zum Schutz des Immunsystems, gegen Stress, zur inneren Wärmebehandlung sowie wegen ihrer antibakteriellen Wirkung und zur Senkung des Cholesterinspiegels.
In Europa hat die Pflanze Einzug in das Heiltee-Sortiment gefunden.

### Küche
Im Ayurveda wird allgemein Tulsi als Tee eingesetzt, der pur oder in verschiedenen Mischungen wie z. B. mit Ingwer oder grünem Tee erhältlich ist. Tulsitee wird üblicherweise aus den drei verschiedenen Sorten Rama Tulsi, Krishna Tulsi und Vana Tulsi gewonnen.
In der thailändischen Küche stellt Indisches Basilikum eine der Basilikum-Arten dar, die in der Gewürzmischung Horapa enthalten sein können. Sehr häufig ist es auch in gebratenem Fleisch wie phat kaphrao (ผัดกะเพรา) oder in 'Country-style'-Curry enthalten. Generell werden Blätter der Pflanze erst gegen Ende des Kochvorgangs zugegeben, um ihr Aroma zu erhalten. Auch gefriergetrocknet kann man es verwenden.